# Friedrich Wilhelm Stantien
Friedrich Wilhelm Stantien (* 9. Mai 1817 in Stolbeck; † 14. Juli 1891 in Memel) war ein Bergwerkunternehmer im Samland. Er führte gemeinsam mit Moritz Becker den industriellen Abbau des Bernsteins in Ostpreußen ein.

## Der Unternehmer
Über die anfängliche berufliche Laufbahn von Friedrich Wilhelm Stantien widersprechen sich die Quellen (Reeder, Fischer, Schiffsknecht, Gastwirt). Fest steht jedenfalls, dass er spätestens ab 1852, zunächst auf seinem eigenen Grundstück, später auch auf einer Wiese bei Prökuls, systematisch nach Bernstein suchte. 1854 pachtete er das Recht, im Kurischen Haff nach Bernstein zu baggern und übernahm im Gegenzuge die Verpflichtung zur Unterhaltung der Fahrrinne. 1858 wurde er Teilhaber der im gleichen Jahr gegründeten Firma Stantien & Becker, die fortan im industriellen Maßstab Bernstein förderte und hierzu unter anderem im Jahre 1862 eine Bernsteinbaggerei in Schwarzort einrichtete. Später wurde der Bernsteinabbau an der Westküste des Samlandes fortgesetzt. Stantien galt als der „Ingenieur“ des florierenden Unternehmens, während Becker die kaufmännische Seite abdeckte und sich insbesondere um Absatzwege kümmerte.
Nach einigen Quellen soll Stantien im Jahre 1871 von seinem Partner Becker aus der Firma „gedrängt“ worden sein. Wahrscheinlicher ist es jedoch, dass er noch 1883 Mitinhaber des Unternehmens war und erst später seine Anteile verkauft hat (sh. u. a. Becker 1896). Nach ungesicherten Quellen soll er von Moritz Becker hierfür zwei Millionen Mark erhalten haben.

## Familie

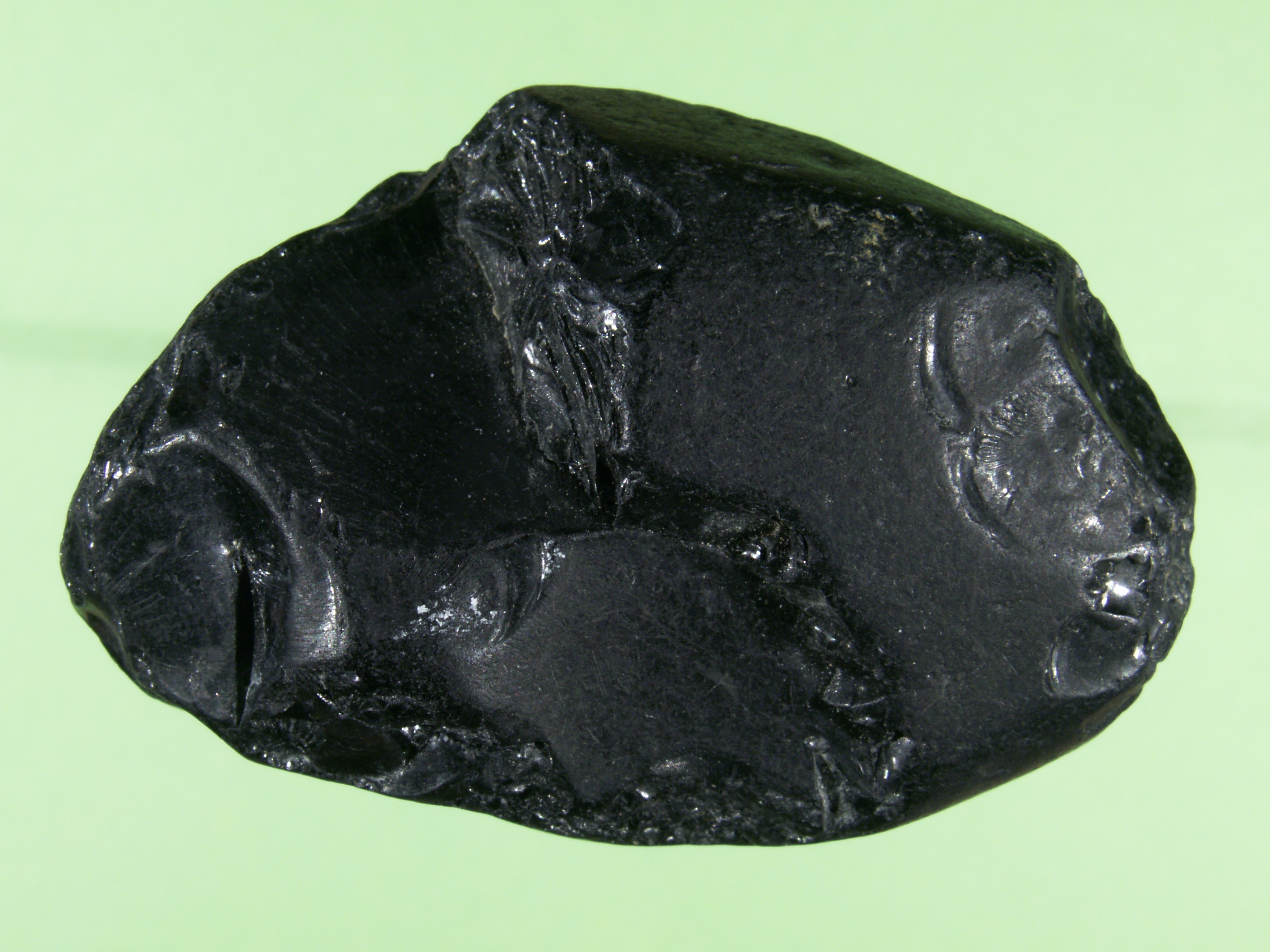
Stantienit aus Bitterfeld; Sammlung: Naturkundliches Museum Mauritianum Altenburg

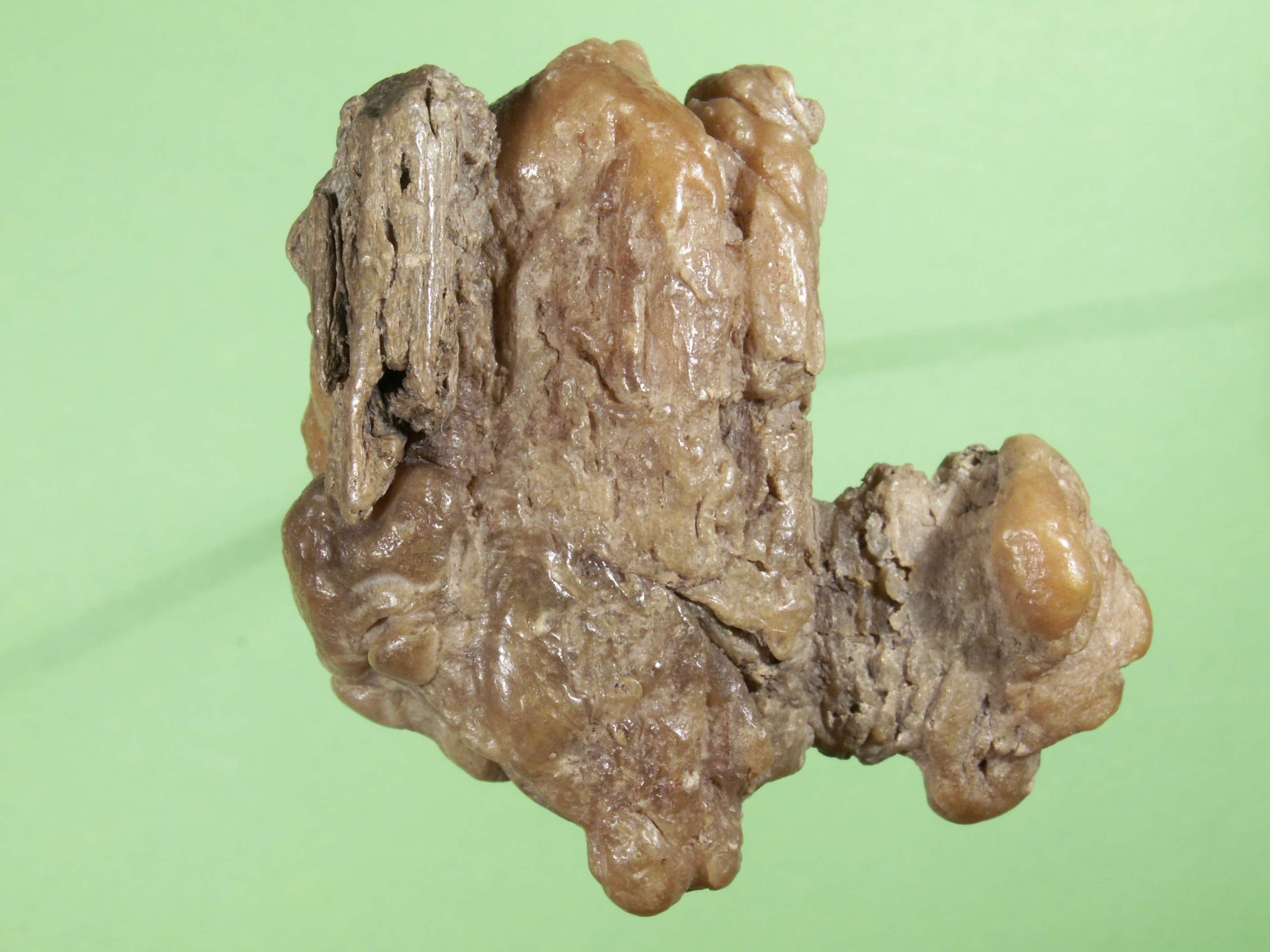
Beckerit aus Bitterfeld, Naturform, Größe: 54 mm; Sammlung: Naturkundliches Museum Mauritianum Altenburg.

Friedrich Wilhelm Stantien war Sohn des Kahnschiffers Friedrich Stantien und seiner Frau Anne Marie Stantien geb. Pratz. Er war mit Friederike Dorothea geb. Schink verheiratet, mit der er mindestens einen Sohn und vier Töchter hatte, von denen die meisten in der Landwirtschaft ihr Auskommen fanden. Durch die Teilhaberschaft an Stantien & Becker und dem Erlös aus dem Verkauf dieser Anteile wenige Jahre vor seinem Tode lebte die Familie in wirtschaftlich gesicherten Verhältnissen.

## Beckerit und Stantienit
Zwei der zusammen mit dem Baltischen Bernstein (Succinit) im Ostseeraum vorkommenden akzessorischen Harze (Bernsteinvarietäten, die nicht Succinit sind) wurden nach den Inhabern der Firma „Stantien & Becker“ als Stantienit und Beckerit benannt. Beide Bernsteinvarietäten kommen auch in Bitterfeld vor.